# Canon HV20

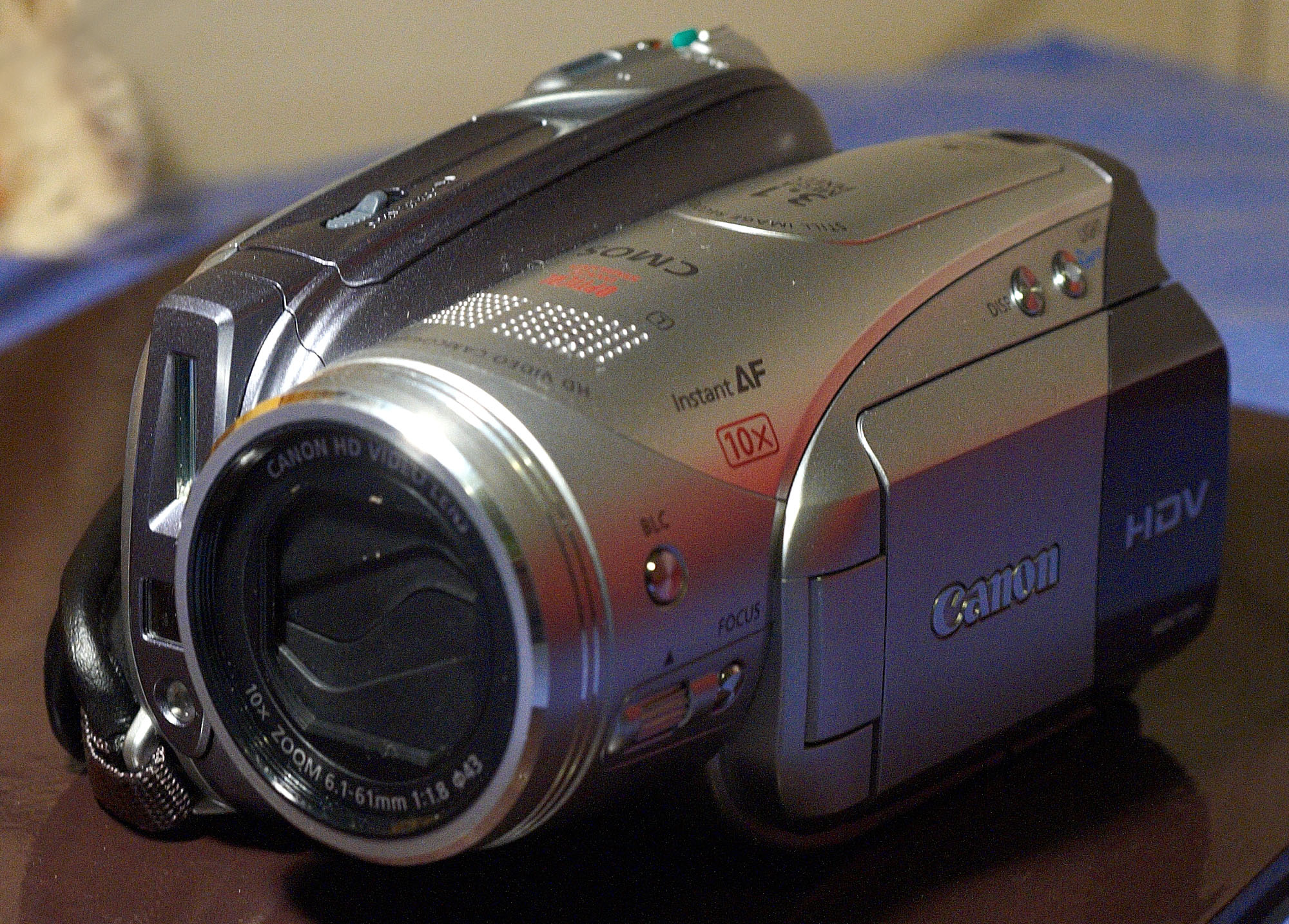
Bild på Canon HV20

Canon HV20 är en HDV-videokamera konstruerad och designad av företaget Canon Inc. Kameran filmar i full High Definition Video, 1920x1080P med CMOS-sensor. För att sedan fånga in det filmade materialet i datorn med full HD-upplösning krävs en HDMI-kabel. Med en firewire-kabel kan man fånga in videomaterial med 1440x1080 pixlar.

## Cinema Mode
HV20 är utrustad med Cinema Mode som bland annat tar bort kamerans inbyggda skärpa och behåller gammafärgerna intakta så att användaren får större möjlighet och flexibilitet vid redigering av sina filmklipp.